# Narancsvörös tejelőgomba
A narancsvörös tejelőgomba (Lactarius fulvissimus) a galambgombafélék családjába tartozó, Európában és Észak-Afrikában honos, lombos erdőkben élő, nem ehető gombafaj.

## Megjelenése
A narancsvörös tejelőgomba kalapja 3-8 cm széles, alakja fiatalon domború, majd széles domborúvá terül és közepe kissé bemélyed; púpja nincs. Felülete száraz, gyakran kissé zsírosan fénylő; idősen a közepe némileg rücskössé válik. Színe fiatalon rózsaszínes árnyalatú téglavörös, később a közepén barnásnarancs, a szélén sárgásabb. A kalapszín a termőtest nedvességtartalmától és a termőhelytől függően jelentős mértékben változhat.
Húsa eléggé kemény, színe fehéres vagy krémszínű. Sérülésre fehér tejnedvet ereszt, amelynek színe nem változik. Szaga kellemetlen; íze eleinte enyhe, majd kesernyéssé válik. 
Lemezei közepesen sűrűek, tönkhöz nőttek vagy kissé lefutók; villásan elágazgatnak. Színük halvány sárgásbarna rózsaszínes árnyalattal.  
Tönkje 3-6 cm magas és 0,9-1,6 cm vastag. Alakja hengeres vagy kissé orsószerű. Színe rózsaszínes árnyalatú sárgásbarna vagy barnásnarancs. Idősen üregesedhet.  
Spórapora krémszínű, rózsás árnyalattal. Spórája nagyjából gömb alakú, felülete tüskés, amelyeket hálózatba nem rendeződő tarajok kötnek össze; mérete 6-9 x 5,5-7,5 µm. 

### Hasonló fajok
Az enyhe tejelőgomba és a vörösbarna tejelőgomba hasonlít hozzá.

## Elterjedése és termőhelye
Európában és Észak-Afrikában honos. 
Meszes talajú lomberdőkben fordul elő, többnyire tölgy, gyertyán vagy hárs alatt. Júniustól novemberig terem. 

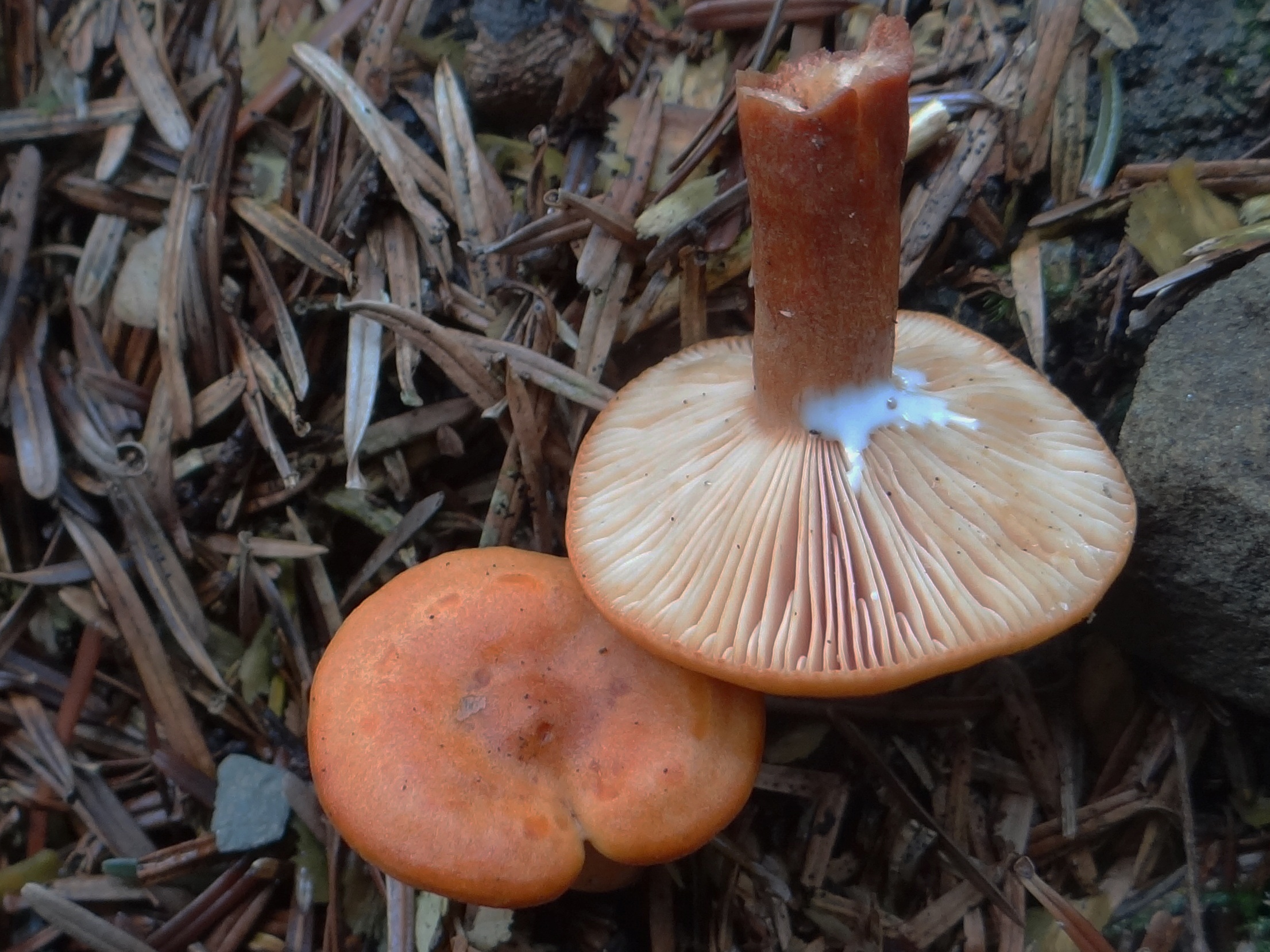
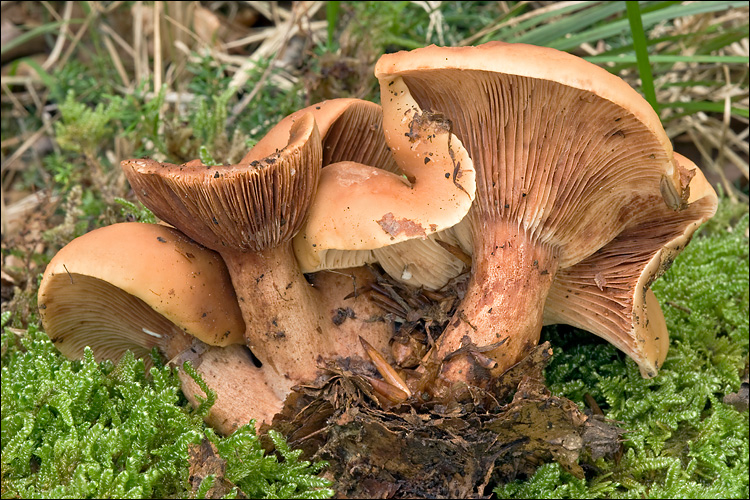
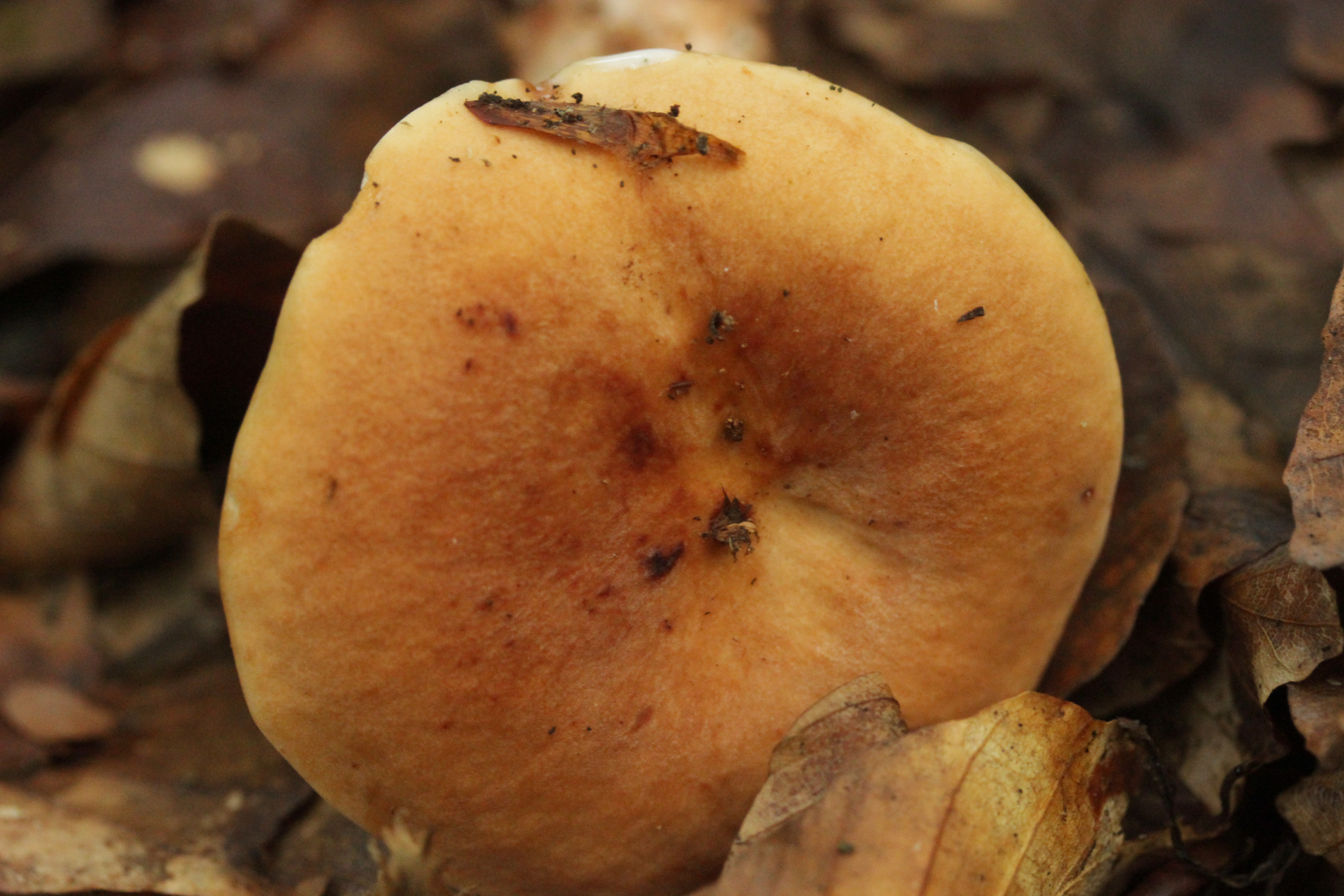
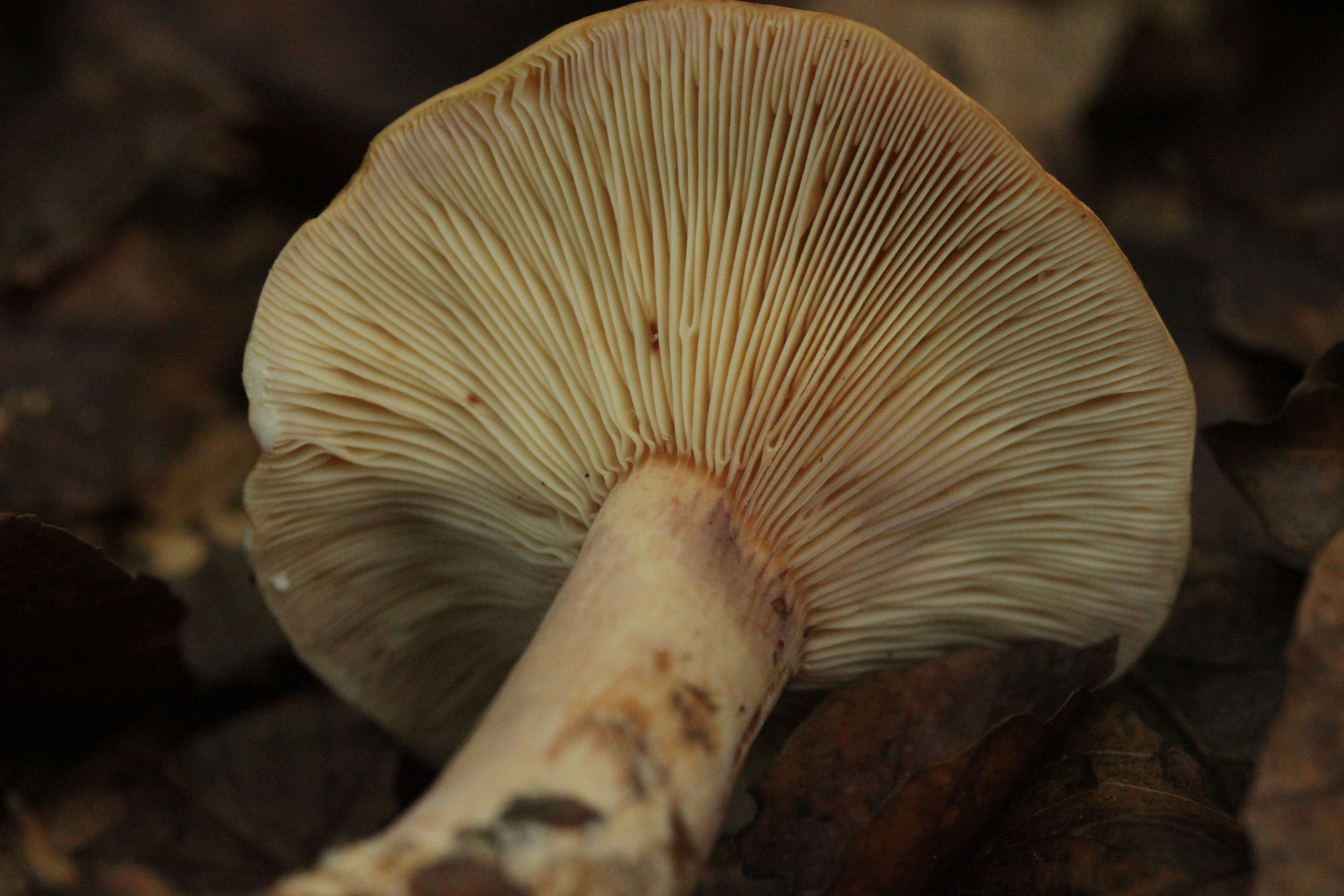

Nem ehető. 